# Nanhermannia nana
Nanhermannia nana är en kvalsterart som först beskrevs av Hercule Nicolet 1855.  Nanhermannia nana ingår i släktet Nanhermannia och familjen Nanhermanniidae. Inga underarter finns listade i Catalogue of Life.